# Tagebücher der Eva Braun
Die Tagebücher der Eva Braun gelten bis auf wenige Einzelblätter seit 1945 als verschollen. Die unter Titeln wie The Diary of Eva Braun bis heute immer wieder veröffentlichten, angeblichen Aufzeichnungen beruhen dagegen auf einer Ende der 1940er Jahre von Luis Trenker verbreiteten Fälschung.

## Die Originaltagebücher

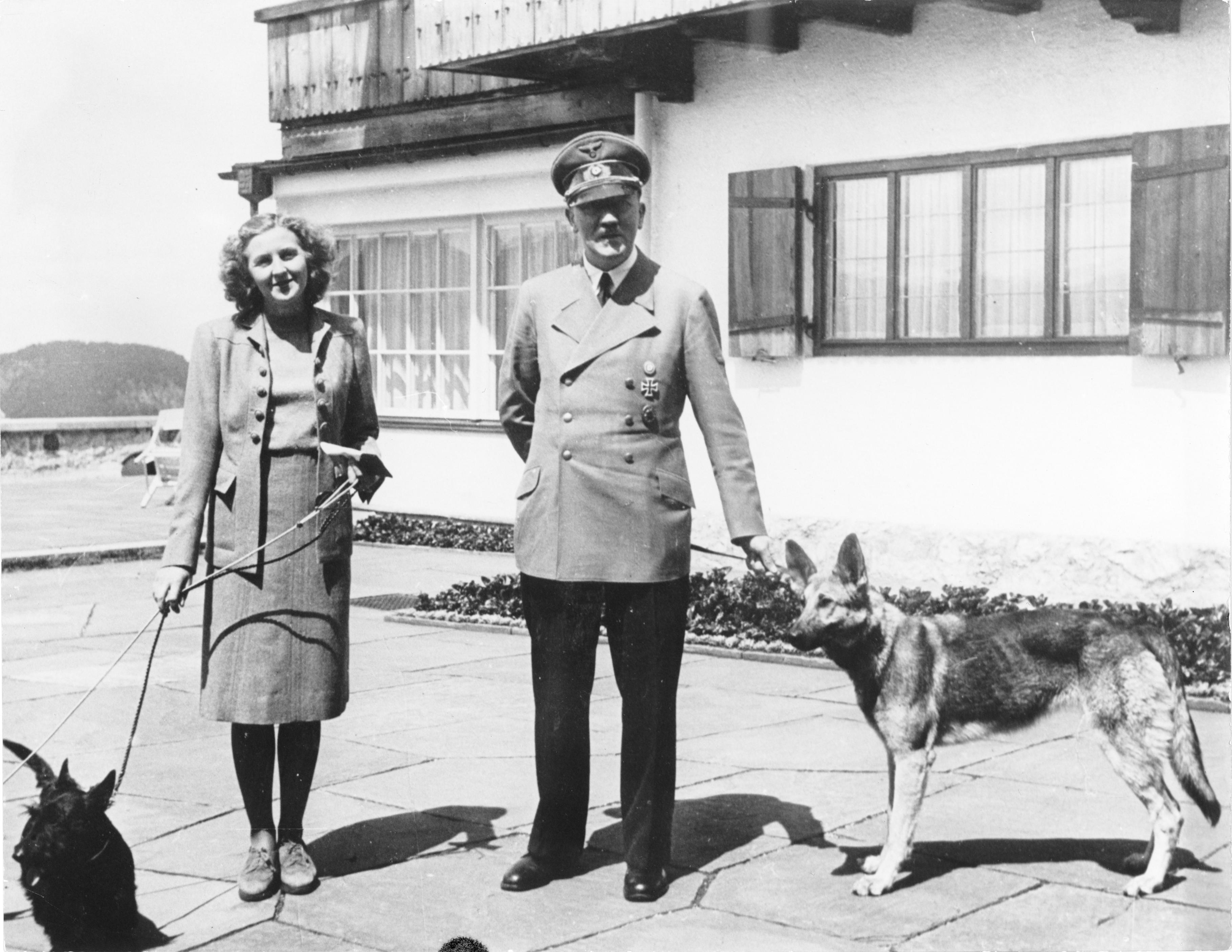
Eva Braun und Adolf Hitler, Aufnahme aus dem Bundesarchiv

### Überlieferungsgeschichte
Von den schriftlichen Erzeugnissen Eva Brauns, der Geliebten Adolf Hitlers, die ihn einen Tag vor ihrem gemeinsamen Selbstmord heiratete, haben sich zahlreiche Briefe und Notizhefte in privaten Nachlässen und Sammlungen sowie in deutschen und ausländischen Archiven erhalten. Ihre Tagebücher, die sie spätestens ab 1935 geführt hat, gelten dagegen seit Kriegsende als verschwunden und wurden aller Wahrscheinlichkeit nach auf ihre Anweisung hin vernichtet. Lediglich der umstrittene Nazi-Forscher und -Apologet David Irving behauptete in den 1970er Jahren ohne Belege, er hätte ihren Verbleib geklärt.
Nachweislich erhalten sind von Eva Brauns Tagebüchern lediglich 22 Seiten handschriftlicher Einträge. Die Aufzeichnungen beginnen am 6. Februar 1935, Brauns 23. Geburtstag, und enden am 28. Mai 1935, kurz bevor sie einen Suizidversuch fingierte. Brauns Schwester Ilse hatte die Tagebuchblätter nach der Entdeckung des Suizidversuchs aus dem Originaltagebuch gerissen und an sich genommen, sie später aber an ihre Schwester zurückgegeben, die sie dann auf dem Obersalzberg verwahrte. Diese Einzelseiten wurden nicht vernichtet, sondern zusammen mit anderen privaten Gegenständen von Eva Brauns Familie versteckt. Geheimdienstmitarbeiter der 3. US-Armee beschlagnahmten später das Material, das zunächst in die Akten des Office of Military Government for Germany aufgenommen wurde und später in den Bestand der National Archives, Washington, gelangte.
Auf Deutsch wurden sie erstmals 1968 von dem Autor und Journalisten Nerin E. Gun in teilweise fehlerhafter Transkribierung veröffentlicht. Als Faksimiledruck erschienen sie 1971 in neuer Transkribierung und mit sparsamer Kommentierung in Werner Masers Werk Adolf Hitler. Legende-Mythos-Wirklichkeit.
Anton Joachimsthaler stellte 2003 in seinem Buch Hitlers Liste die Existenz eines Tagebuchs von Eva Braun grundlegend in Frage.

### Inhalt und Bewertung

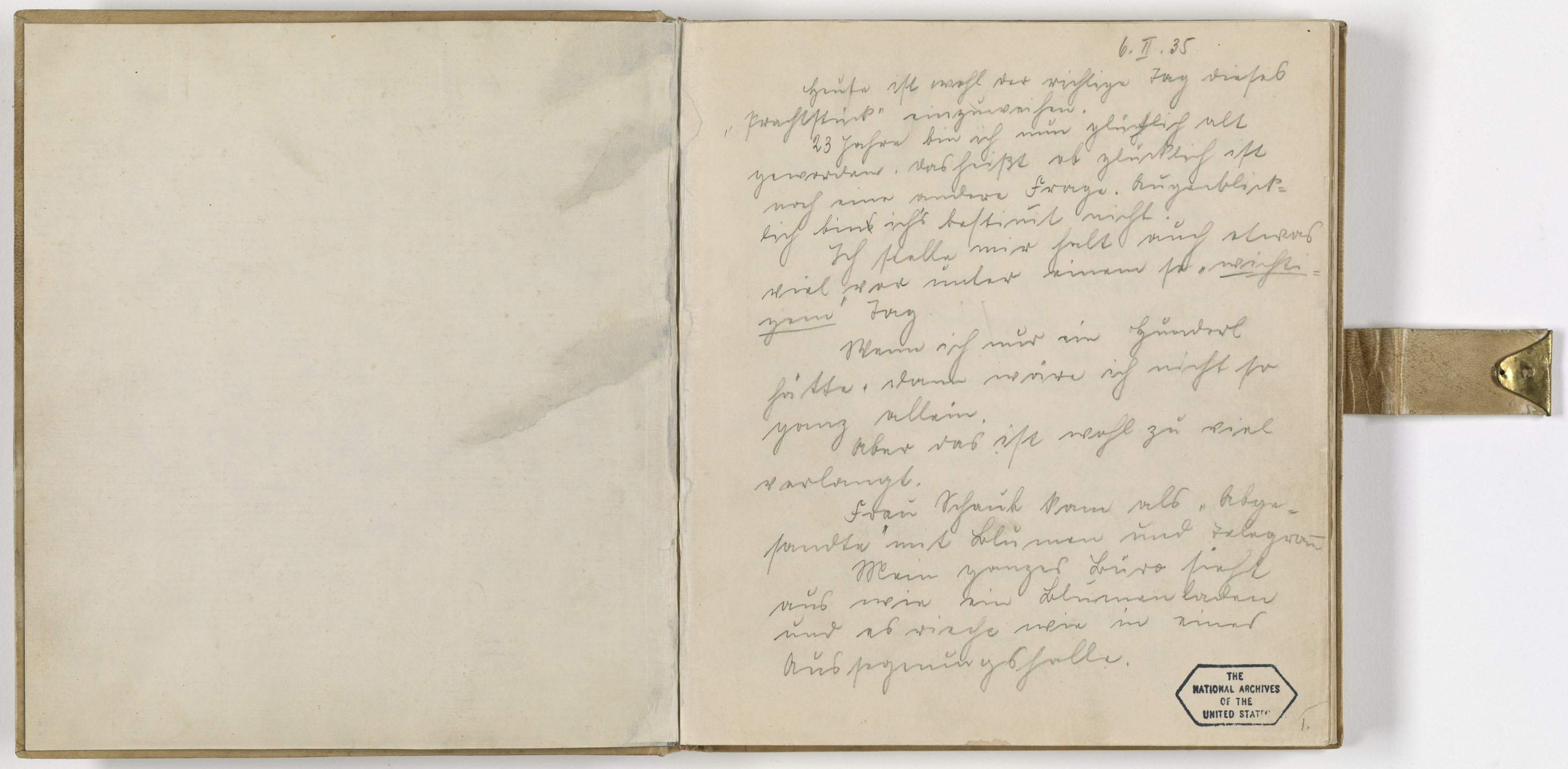
Erste Seite der verbliebenen Tagebucheinträge

Die Einträge wurden, so Werner Maser, „ohne Publikations- und Stilisierungsabsichten“ verfasst. Die Historikerin Anna Maria Sigmund beschreibt die Texte so: „Ohne Interpunktion, ungelenk im Ausdruck und mit der Diktion eines Teenagers erzählt die 23-Jährige von ihren kleinen trivialen Alltagssorgen.“ Die Aufzeichnungen verdeutlichen die Naivität und egomane Weltsicht der jungen Eva Braun und ihr rein privates Verhältnis zu Adolf Hitler, das sie in banaler Harmlosigkeit schildert:
„Ich bin so unendlich glücklich, dass er mich so lieb hat und bete, dass es immer so bleibt. Ich will nie Schuld haben, wenn er mich einmal nicht mehr gern hat.“ (18. Februar 1935)
So wünscht sie sich zum Geburtstag „ein Hunderl“, „dann wäre ich nicht so ganz allein“, und ist enttäuscht, als sie von Hitler keinen bekommt: „nun ists wieder nichts.“ (6. Februar 1935). Als Hitler mit dem Gedanken spielt, dass sie ihre Anstellung als Verkäuferin aufgeben soll, notiert sie froh:
„Ich müsste nicht mehr unseren ‚ehrenwerten Kunden’ die Türe öffnen und Ladenmädchen machen. Lieber Gott gib, dass es wirklich wahr ist und in absehbarer Zeit Wirklichkeit wird.“ (18. Februar 1935)
Selbst dramatische politische Ereignisse, so die brutalen Säuberungen im Rahmen der Röhm-Affäre, nimmt sie nur in Bezug auf ihre eigene private Befindlichkeit wahr:
„Ist das seine wahnsinnige Liebe die er mir schon so oft versichert hat, wenn er mir 3 Monate kein gutes Wort gibt. / Gut er hat den Kopf voll gehabt in dieser Zeit mit politischen Problemen aber ist jetzt nicht eine Entspannung da? Und wie war es im letzten Jahr? Hat ihm da nicht Röhm u. Italien auch viel zu schaffen gemacht und trotzdem hat er Zeit für mich gefunden.“ (28. Mai 1935)
Eva Braun ordnete sich in der Beziehung völlig unter, litt aber unter der Vernachlässigung und wollte lieber sterben, als eine Trennung von Hitler hinzunehmen.
„Das Wetter ist so herrlich u. ich, die Geliebte des größten Mannes Deutschlands und der Erde sitze und kann mir die Sonne durchs Fenster begucken.“ (10. Mai 1935) „Ich wünsche mir nur eines schwer krank sein und wenigstens 8 Tage von ihm nichts mehr zu wissen. Warum passiert mir nichts, warum muß ich alles das durchmachen. Hätte ich ihn doch nie gesehen. Ich bin verzweifelt.“ (11. März 1935) „Lieber Gott hilf mir dass ich ihn heute noch sprechen kann morgen ist es zu spät. / Ich habe mich für 35 Stück entschlossen es soll diesmal wirklich eine ‚totsichere‘ Angelegenheit werden. / Wenn er wenigstens anrufen lassen würde.“ (28. Mai 1935)
Das Desinteresse der Hitlerforschung an Eva Brauns Person, das sich in dem geringen Umfang an biografischer Literatur ausdrückt, beruht nicht zuletzt auf Brauns in ihren privaten Aufzeichnungen überdeutlich werdendem Desinteresse an überindividuellen Vorgängen. „Sie hatte keine der schillernden Eigenschaften der konventionellen Tyrannenmaitresse. Sie war weder eine Theodora, noch eine Pompadour, noch auch eine Lola Montez“, so urteilte aus eigener Anschauung Albert Speer. Ihr Tagebuch und Briefwechsel liefern kaum neue historische oder psychologische Erkenntnisse. Der britische Historiker Hugh Trevor-Roper fasste deshalb zusammen: „Eva Braun ist eine Enttäuschung der Geschichte.“

## Die „Trenker-Fälschung“

Französische Ausgabe der Trenker-Fälschung 1948

### Veröffentlichungsgeschichte
Unmittelbar nach Kriegsende rissen die Spekulationen über den Verbleib von Hitler und Eva Braun nicht ab. Viele bezweifelten die Meldungen ihres Todes in Berlin. Man spekulierte über eine Flucht des Paares per U-Boot nach Südamerika, Tibet oder ins antarktische Neuschwabenland und das FBI sammelte Meldungen, nach denen Hitler auf einem Linienflug von Spanien in die USA, im jugoslawischen Örtchen Bobovo und am U-Bahn-Eingang Houston Street in New York gesehen wurde oder in einer riesigen unterirdischen Hacienda in Argentinien leben sollte.
Ebenso begierig war die Öffentlichkeit auf vermeintlich „intime Details“ aus der Welt der Naziprominenz, die vor Kriegsende nur als Gerüchte oder Propagandameldungen kursierten. In diesem Klima stießen erste Zeitungsnotizen, Eva Braun habe ein privates Tagebuch hinterlassen, auf dankbare Aufnahme. Die Veröffentlichungen bezogen sich dabei auf Aussagen von Luis Trenker, der behauptete, das Tagebuch 1944 in Kitzbühel von Eva Braun persönlich erhalten zu haben. Den verschnürten und versiegelten Umschlag mit den Aufzeichnungen habe er dann 1945 in Bozen in Gegenwart eines Notars öffnen lassen, 89 Seiten in „Ich-Form“, maschinengeschrieben und unsigniert, dazu Hitler-Fotos. Überdies sei das Manuskript von Angehörigen des amerikanischen War Departments geprüft worden, wobei Trenker allerdings nie angab, von wem und wann das geschehen sein soll.
Trenker, der als Schauspieler und Regisseur gute Medienkontakte besaß, war in der Verlagsszene auch als Bestsellerautor bekannt. Allerdings galt sein Verhältnis zum Urheberrecht als nicht besonders ausgeprägt, denn er hatte zahlreiche der unter seinem Namen erschienenen Bücher nicht selbst geschrieben und war deshalb immer wieder in juristische Auseinandersetzungen mit Ghostwritern und Koautoren verwickelt. Nach Kriegsende fand er nur schwer wieder Anschluss in seinem Beruf und hatte erhebliche Geldsorgen. Die Hitler-Geliebte als Zeuge für ein exzentrisches Privatleben Hitlers öffentlich zu präsentieren, versprach in dieser Situation schnellen Profit. Bekannt ist, dass Trenker deshalb schon 1946 Fotomaterial und detaillierte Informationen über Eva Braun und die Schauspielerin und Regisseurin Leni Riefenstahl suchte, um dieses Material für Veröffentlichungen zu nutzen.
Die ab 1947 erscheinenden ersten Meldungen über eine mögliche Veröffentlichung des Tagebuchs erzeugten besonders in Frankreich einen großen Pressewirbel, bei dem auch über eine Hollywood-Verfilmung des Stoffes spekuliert wurde. Bezeugt ist, dass Trenker bereits 1946 versuchte, das Manuskript in Europa und den USA zu verkaufen. So wandte er sich an den deutsch-amerikanischen Künstleragenten Paul Kohner, den amerikanischen Filmautor Géza Herczeg sowie einen schweizerisch-amerikanischen Filmverleih und legte das Manuskript dem New Yorker Verlagshaus Reynal & Hitchcock vor, das bei dem bekannten Publizisten Hans Habe ein Gutachten bestellte und auch erhielt. Öffentlich beschwor Habe im Februar 1948 die Authentizität des Textes und befürwortete eine Veröffentlichung: Er kenne Schreiben Eva Brauns, und der „halbgebildete, kleinbürgerlich geschraubte und verschrobene Stil der Briefe“ finde sich im Tagebuch wieder. Auch Eintragungen Brauns wie die, sie habe „nichts anzuziehen“, da sich „Adi nie um meine Kleidung kümmere“, sprächen für die Echtheit. Diese vorschnelle Stellungnahme sorgte noch jahrelang für hämische Attacken gegen Habe.
In Buchform erschien der Text 1948 zunächst in Frankreich und Italien, 1949 dann auf Englisch und Holländisch.

### Inhalt
Das angebliche Tagebuch von Ende 1937 bis Sommer 1944 bestand aus 89 Schreibmaschinenseiten, die keinerlei Korrekturen und auch keine eigenhändige Unterschrift von Eva Braun aufwiesen. Inhaltlich dominierten im Werk zahlreiche sexuelle Anspielungen gemischt mit wüster Kolportage, eine geschwätzige Chronique scandaleuse, Bettgeschichten des Führers und seines Konsortiums:
„Für die Gäste hatte Dr. Ley, der Führer der Arbeiterfront, einen erlesenen Spaß vorbereitet. Ein Stier wurde mehrere Tage lang, ehe die Gäste eintrafen, der glühenden Sommerhitze ausgesetzt, ohne auch nur einen einzigen Tropfen Wasser zu erhalten. Dann, am Samstag Nachmittag, wurde das Tier auf einen abgezäunten schattigen Platz geführt und nun wurden ihm unbegrenzte Mengen von Wasser zugeführt. Der Stier, dessen Intelligenz anscheinend seiner Kraft nicht entsprach, begann wie ein Fisch zu trinken und bald stellte sich die von Ley geplante Wirkung ein: Die Gedärme des Tieres platzten und vor einer amüsierten Zuschauerschaft ging es in Stücke. Besonders Hitler und Himmler fanden den Einfall ‚originell‘.“

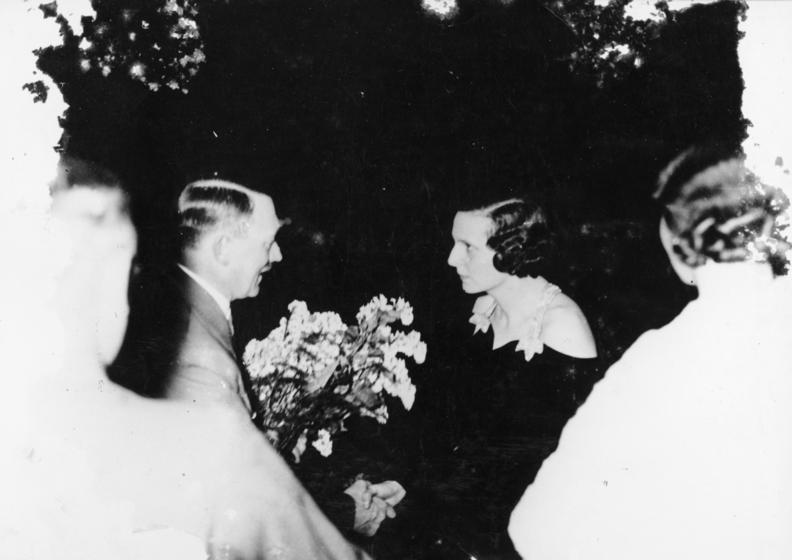
Riefenstahl und Hitler 1934, Aufnahme aus dem Bundesarchiv

Behandelt wurde auch Leni Riefenstahl, von der im angeblichen Tagebuch behauptet wurde, sie sei Hitlers Geliebte gewesen und habe nackt vor ihm getanzt. Die angeblichen Eva-Braun-Eintragungen wiederholten auch in diesem Fall seit langem kursierende Gerüchte und waren nicht ohne humoristischen Reiz:
„Ich muß im Schlafzimmer warten, im Nachthemd, bis er kommt. Ob sie jetzt unten die Nackttänze aufführt, von denen immer wieder die Rede ist und bei denen ich nie dabei sein darf, weil ich ‚ein kleines Mädchen bin’ und sie ‚die heimliche Königin’?“
Offensichtlich waren erhebliche Teile des Tagebuchs teils wörtlich, teils sinngemäß den Erinnerungen der Gräfin Marie Louise von Larisch-Wallersee aus den Jahren 1913 und 1936 entlehnt. So berichtet die angebliche Eva Braun über Geschenke Hitlers:
„Die Cremes, die er mir geschickt hat, scheinen gut zu sein – zweimal wöchentlich eine Gesichtsauflage aus rohem Kalbfleisch und einmal wöchentlich ein Vollbad in warmem Olivenöl. Wie ungern habe ich mich zum Beispiel an die Lederwäsche gewöhnt, wie er sie haben wollte.“
Die Vorlage lautete:
„Kaiserin Elisabeth war auf keine bestimmte Gesichtspflege eingeschworen, gelegentlich trug sie nachts eine Maske, die innen mit rohem Kalbfleisch gefüllt war, die Kaiserin nahm oft warme Olivenbäder. Sie liebte dichtanschmiegende Hemden, ihre Beinkleider waren im Winter aus Leder …“
Die Geschichte mit dem dürstenden Stier, die von Julius Streicher berichtet wird, bei Riefenstahl aber Ley zugeschrieben wird (s. o.), wird von Erzherzog Otto, dem Vater des letzten österreichischen Kaisers, erzählt, ebenso wie er es war, der nur mit Stiefel und Säbel „bekleidet“ einen Skandal im Hotel Sacher verursachte. Der Ring mit „Bis der Tod uns scheidet“ erinnert an „ILVBIDT“ von Erzherzog Rudolf und Mary Vetsera. Wie Marys Schwester Hanna spottet die Schwester Evas. Dann noch der versenkbare Esstisch von König Ludwig II. und Eva wird ebenso ins Braune Haus geschmuggelt wie seinerseits Mary in die Hofburg.

### Öffentliche Reaktionen
Eva Brauns Familie bezeichnete den Text umgehend als „Machwerk“ und wies später eine Erklärung des Grand-Hotels Kitzbühel vor, nach der Braun zuletzt im Jahr 1942 dort gewesen sei, die von Trenker behauptete Übergabe also gar nicht stattgefunden haben könne. Daraufhin „erinnert“ sich Trenker, die Übergabe habe in aller Eile am Bahnhof stattgefunden. Die ebenfalls betroffene Leni Riefenstahl wandte sich im Sommer 1948 direkt an Trenker, der ihr in seiner Antwort aber vorhielt: „Da Du als Künstlerin unter der Regierung Hitlers sehr prominent warst, ist es verständlich, dass über Dich in positivem und negativem Sinne geschrieben wird. Kritik und Angriffe müssen Künstler sich nun einmal gefallen lassen.“
Als nach der Wiener Zeitung „Welt am Abend“ auch die Münchner Zeitschrift „Wochenend“ am 3. September 1948 mit einem deutschsprachigen Vorabdruck des angeblichen Tagebuchs begann, wurde dieser nach der ersten Ausgabe von der Familie Braun mit Leni Riefenstahl als Nebenklägerin durch eine einstweilige Verfügung des Landgerichts München I gestoppt. Bei der Verhandlung leugnete Eva Brauns Mutter, dass ihre Tochter überhaupt Tagebuch geführt habe: „Eva schrieb höchst ungern Briefe, und den Kuchenpaketen für Papa lag stets nur ein kurzer Gruß bei.“ Besonders empörten sie die intimen Beschreibungen, etwa die Erwähnung der ledernen Unterwäsche. Dazu sagte die ehemalige Hitler-Sekretärin Traudl Junge als Zeugin aus, Eva Brauns „Wäsche unterschied sich in nichts von den üblichen Stücken und war keinesfalls aus Leder“. Völlig absurd wurde die Verhandlung, als Hitlers Chauffeur Erich Kempka entrüstet die Behauptung dementierte, der Führer habe sich lediglich die Füße gewaschen, anstatt ein Vollbad zu nehmen.
Unmittelbar nach dem Verbotsurteil des Münchner Landgerichts ging Hans Habe auf Distanz zu seiner bisherigen öffentlichen Einschätzung des Tagebuchs. Ob der Text authentisch sei oder nicht, habe er nie beurteilen können, erläuterte er nun, im krassen Widerspruch zu seinen früheren Äußerungen. Trenker dagegen erklärte aus dem sicheren Italien, er bleibe bei seiner Darstellung über die Herkunft der Aufzeichnungen und man könne ihn „nicht dafür verantwortlich machen, wenn die Memoiren nicht den Tatsachen entsprechen“. Jahrzehnte später wollte dann auch Trenker von dieser Episode nichts mehr wissen. Auf die gefälschten Tagebücher angesprochen, erklärte er 1976:
„Ich habe nie ein Tagebuch der Eva Braun veröffentlicht, das war eine Unterschiebung einiger Presseleute, die die angeblichen Tagebuchnotizen gegen meinen Willen veröffentlicht haben, weil sie dieselben dann leichter verkauft haben. Ich habe auch nie im Leben etwas von einem Tagebuch der Gräfin Larisch gelesen oder gehört.“
Trotz dieser Tatsachen wird die Fälschung bis heute im englischsprachigen Raum als „echtes“ Tagebuch Eva Brauns vertrieben.

### Fälscherfrage
In der Regel wurde und wird angenommen, dass nicht nur die Verbreitung des Textes, sondern auch die Fälschung von Luis Trenker ausging. Einige Verwandte von Trenker gaben an, die Diktion des Tagebuchs erinnere sie an seinen Briefstil. Sie hielten für möglich, dass er echte Aufzeichnungen Eva Brauns überarbeitet und dabei aus anderen Quellen ergänzt habe. Eine eigenhändige Fälschung traute Trenker intellektuell damals wie heute kaum jemand zu.
Kurzzeitig geriet als Autor der in der Sache schon exponierte Hans Habe in Verdacht, ebenso der Schriftsteller und wiederholte Ghostwriter Trenkers Fritz Weber, der sich gegen diesen Verdacht auch gerichtlich wehrte. Die Wochenschrift Aufbau behauptete ohne Begründung, Gaston Oulman habe sie verfasst. Oulman war ein bekannter Hochstapler der frühen Nachkriegszeit. Er berichtete neben seiner Tätigkeit als Betrüger und Schwarzhändler als falscher kubanischer Presseoffizier vom Nürnberger Prozess, wurde nach seiner Entlarvung und Flucht in der französischen Zone zum Chefredakteur von Radio Saarbrücken, wurde dort erneut enttarnt und nach einem missglückten Suizidversuch abgeschoben. In einer 2009 fertiggestellten Fernsehdokumentation wurden „Südtiroler Nazijournalisten“ als Hintermänner Trenkers genannt. Die wahre Urheberschaft blieb ungeklärt. Bis heute (2010) wird meist von einer Urheberschaft Trenkers ausgegangen.
Einiges im Text deutet auf eine Entstehung nach 1945 hin, etwa die Erwähnung der Atombombe. Seltsam erscheint, dass weder Trenker (der oft in der Umgebung von Eva Braun gesehen wurde) noch ihre beste Freundin Henriette Hoffmann (Tochter von Hitlers Fotograf Hoffmann) im Tagebuch vorkommen. Henriette Hoffmann brüstete sich noch Jahrzehnte später in Talkshows damit, sie hätte intimste Vorgänge rund um Hitler mitbekommen. Nach von ihr veröffentlichten Illustrierten-Serien war Eva ein halbseidener Pompadour-Typ. Einzelheiten erinnern frappant an das „Tagebuch“. Oft wurde die These geäußert, die Tagebücher würden aus Hitlers Entourage stammen.

## Literarische und parodistische Verarbeitung des Tagebuchs
Eva Braun wurde seit Bekanntwerden ihrer Rolle als Person in zahlreichen Erzählungen, Romanen und Theaterstücken verarbeitet sowie in mehreren Filmen dramatisch dargestellt.
Ihr Tagebuch spielte erstmals 1968 in dem esoterisch angehauchten Buch „Mönch-Story“ von Albert Wallner eine Rolle. Das als „Tagebuchbericht“ bezeichnete Werk schildert Eva Brauns und Hitlers Flucht aus Berlin und ihren Fallschirmabsprung über Tibet, wo sie sich in einem Kloster verstecken und Hitler 1947 als Mönch stirbt. Grundlage des Buches ist angeblich ein Tagebuch Eva Brauns, das ein tibetischer Mönch im Himalaja einem bayerischen Bergsteiger übergeben haben soll. Das streckenweise auf seine Art durchaus komische Buch, das auch mit deutlichen Anspielungen auf Luis Trenker arbeitet, erreichte keine größere Verbreitung.

Harry Mulisch: Siegfried. München 2001

Stärkere öffentliche Resonanz erzielte der Roman „Siegfried“ des niederländischen Autors Harry Mulisch. Inhalt des Buches: In Wien verrät ein altes Dienerehepaar dem erfolgreichen niederländischen Schriftsteller Rudolf Herter das Geheimnis um den bislang unbekannten Sohn Hitlers und Eva Brauns, Siegfried, der auf Befehl des Führers umgebracht wurde. Doch in Wahrheit war Siegfried das Opfer einer Intrige Heinrich Himmlers, der Eva Braun eine jüdische Herkunft andichtet, weil er befürchtet, Hitler könne den illegitimen Sohn später zu seinem Nachfolger ernennen. Der Roman ist eine Collage aus den Stimmen des Autors, seines literarischen Schriftsteller-Kollegen, dem alten Ehepaar und dem fiktiven Tagebuch der Eva Braun. Darin erinnert sich die unter Bewachung stehende Braun an den für die Fabel des Romans entscheidenden Anruf Hitlers: „Tschapperl! Das Ganze ist ein Missverständnis! Noch heute Mittag wirst du abgeholt und zum Berghof gebracht. Aber bereite dich auf eine grauenvolle Nachricht vor: Es hat einen Unfall gegeben. Siggi lebt nicht mehr.“ (S. 167) Das Buch endet in unsystematischen philosophischen Exkursen des Helden Herter und des Autors Mulisch. Der Roman wurde überwiegend kritisch besprochen.
1992 kündigte die Zeitschrift Emma unter dem Motto „Die Wahrheit über das stille Dulden einer Frau an der Seite eines grausamen Diktators“ den Beginn eines sechsteiligen Vorabdrucks der Tagebücher von Eva Braun an, die, so Emma, „einen einmaligen Einblick in die Verstrickung von alltäglichem Sexismus und finalem Rassismus geben“. Die angeblich der Zeitschrift vorliegenden 18 wie Poesiealben aussehenden Bände zeichneten laut Emma die Frau an Hitlers Seite als „Widerstandskämpferin; auf undramatische, unauffällige, bescheidene Art und Weise, wie es Frauenart ist. Die Beherztheit, mit der sie bis zuletzt an seiner Seite blieb und auch seinen Tod teilte, nötigt Respekt ab.“
In der zweiten Folge eröffnete die Zeitschrift dann, die Fotografin Bettina Flitner und Alice Schwarzer hätten die Tagebücher gefälscht, und stellte den weiteren Abdruck ein. So entging den Lesern die Darstellung der Themenkomplexe „Warum Eva Braun sich von Hitler ein Kind wünschte“, „Was Hitler ihr bei der Machtübernahme ins Ohr flüsterte“ und „Wie Eva beinahe eine Jüdin gerettet hätte“. Die Satire war eine späte Reaktion auf den Skandal um die gefälschten Hitler-Tagebücher im Jahr 1983.

## Verarbeitung der Fälschungsgeschichte
Unter dem Titel Luis Trenker – Der schmale Grat der Wahrheit drehte Wolfgang Murnberger 2014 einen Film über Luis Trenker und die Tagebuchfälschung, das Drehbuch schrieb Peter Probst, Tobias Moretti spielt Trenker.